# هاکون فلود
هاکون فلود(به نروژی: Håkon Flood) (۲۵ سپتامبر ۱۹۰۵ - ۹ اکتبر ۲۰۰۱) استاد شیمی معدنی در دانشگاه فنی نروژ در تروندهایم، نروژ، از سال ۱۹۵۳ تا ۱۹۷۵ بود. او همچنین به عنوان مدیر انستیتوی تحقیقات سیلیکات (Institutt for Silikatforskning) در دانشگاه فنی نروژ مشغول به کار بود . پروفسور فلود یکی از پیشگامان شیمی نمک‌های مذاب بود و همراه با هرمان لوکس به دلیل کار بر روی نظریه لوکس-فلود در مورد واکنشهای اسید-باز شناخته شده‌است.